# Katholisches Universitätsgymnasium Budapest
Das Katholische Universitätsgymnasium Budapest (ungarisch Budapesti Egyetemi Katolikus Gimnázium és Kollégium) ist die älteste Oberschule in Budapest. Sie wurde vom Primas und Erzbischof von Esztergom, György Széchényi, nach der Türkenzeit 1687 unter dem Namen Academicum et Universitatis Collegium als Jesuitengymnasium gegründet. Heute bildet das Gymnasium Jugendliche im Alter von 12 bis 18 Jahren im Budaer Burgviertel in koedukativen Klassen aus.

## Geschichte
Das erste zu den Jesuiten gehörende Schulgebäude befand sich 1687 neben der Matthiaskirche auf dem Platz des heutigen Hotels Hilton. Ab 1698 war es ein vollständiges Gymnasium mit sechs Jahrgangsstufen und Abitur.
Nach der Auflösung des Jesuitenordens im Jahr 1773 wurde es – aufgrund des Patronatsrechts des Königs Joseph II. – in ein königlich-katholisches Gymnasium umgewandelt. Nun unterrichteten Weltpriester und säkulare Lehrer. Die neue Schulordnung (die sogenannte „Ratio Educationis“) verband das Gymnasium mit der Budaer Universität und erhob es 1776 in den Rang eines Hauptgymnasiums. Diese Verbindung mit der Universität bestand bis 1784, als die Universität nach Pest umzog, das Gymnasium aber in Buda verblieb.
Von 1832 bis 1851 wurde das Gymnasium von den Piaristen geleitet. Während des Neoabsolutismus betrieben die Benediktiner es als deutschsprachiges k.u.k.-Gymnasium mit acht Jahrgangsstufen. 1861 wurde es ein ungarischsprachiges „Budaer Hauptgymnasium“, dann 1876 „Königliches Katholisches Universitätsgymnasium“ und bekam neue Schulgebäude direkt in der Nähe.
Nach seiner Verstaatlichung 1948/49 pflegte ein anderes staatliches Gymnasium auf dem Rosenhügel einige seiner Traditionen weiter.
1991 erhielt das Erzbistum Esztergom viele seiner früheren Eigentümer (auch die Gymnasiumsgebäude) zurück, und so konnte das Gymnasium 1997 seine katholische Bildung zuerst mit wenigen Klassen, dann 2001 auch mit Internat beginnen. 2017 wurde sein 330. Geburtstag in sechs Jahrgängen mit 22 Klassen gefeiert.
Heute wird das Gymnasium von 600 Schülern der Klassen 7 bis 12 besucht; sie werden von etwa 50 Lehrern unterrichtet.

## Kulturgeschichte
- Ende des 17. Jahrhunderts: Jesuitentheater
- 1751: erstes ungarischsprachiges Schultheater
- 1843: erster Gymnasiallehrstuhl für ungarische Sprache und Literatur
- 1885: erstes ungarisches Schulfußballturnier
- 1909/10: erste ungarische Pfadfindergruppe
- seit 2010: Hadik-Ball

## Bekannte Schüler
- Ludwig Mandl (1812–1881), ungarisch-französischer Mediziner
- Gyula Andrássy (1823–1890), ungarischer Magnat, führender Politiker in der österreichisch-ungarischen Doppelmonarchie
- Victor Babeș (1854–1926), rumänischstämmiger Pathologe und Mikrobiologe
- István Csáky (1894–1941), ungarischer Außenminister
- József Eötvös (1813–1871), ungarischer Schriftsteller und Staatsmann
- Miklós Kállay (1887–1967), Premierminister
- Pál Kitaibel (1757–1817), ungarischer Botaniker, Arzt und Chemiker
- Menyhért Lónyay (1822–1884), Ministerpräsident
- Sándor Márai (1900–1989), ungarischer Lyriker, Schriftsteller und Dramatiker
- Ignaz Semmelweis (1818–1865), ungarischer Chirurg und Geburtshelfer